# Länsväg 224
Länsväg 224 är en primär länsväg och går mellan Lästringe och Gnesta i Södermanlands län. Vägen är 15 km lång och passerar längs sjön Sillen. 
Vägen ansluter till:
- Europaväg E4
- Riksväg 57

## Historia
Vägen har haft numret 224 sedan 1985. Innan dess hade vägen inte något skyltat nummer. Vägen nybyggdes inte vid den tiden utan det var en äldre väg (som fanns åtminstone på 1950-talet) som gavs nummer. En motivering till införandet kan ha varit motorvägen E4 som byggdes i närheten i början av 1980-talet och man kunde då åka snabbare söderifrån till Gnesta denna väg. Innan dess användes länsväg 223 plus en genväg, vilket gav kortare sträcka.